# Milná
Milná (německy Mühlnöd) je velká vesnice, část městyse Frymburk v okrese Český Krumlov. Nachází se asi 4 km na sever od Frymburku. Prochází zde silnice II/163. Je zde evidováno 445 adres.
Milná leží v katastrálním území Frymburk o výměře 54,07 km².

## Historie
První písemná zmínka o vesnici pochází z roku 1373. Od poloviny 19. století do poloviny 20. století byla Milná osadou tehdejší obce Svatonina Lhota.